# 暴风雨 (2010年电影)
《暴风雨》（英語：The Tempest）是依据威廉·莎士比亚的同名戏剧改编而成的一部2010年美国电影，于2010年上映。海倫·美蘭饰演最重要的角色普洛斯彼罗（Prospero），在美蘭的要求下，改为女性名普罗丝佩拉（Prospera）。《暴风雨》由茱莉·泰默担任导演，在第67届威尼斯国际电影节首映。

## 简介
普罗丝佩拉是米兰的一位钻研魔法的女公爵，后来公爵的地位被她的弟弟安东尼奥篡夺并将她和她4岁的女儿米兰达遗弃到一个木筏上，企图让她们死亡。她们存活了下来，并发现她们被困在一个只有野兽凯列班的孤岛上。凯列班被奴役，普罗丝佩拉在岛上修炼。12年后，那不勒斯国王阿隆索从与他的女儿结婚的突尼斯王子那回到自己的王国，他的儿子费迪南德和安东尼奥做随从。普罗丝佩拉利用她修炼的能力将他们的船用暴风雨刮上孤岛。

## 演员
- 海伦·美兰 饰 普罗丝佩拉
- 菲丽希缇·琼斯 饰 米兰达
- 里夫·卡尼 饰 费迪南德
- 阿尔弗雷德·莫利纳 饰 史提凡洛
- 拉塞尔·布莱德 饰 弄臣特林鸠罗
- 杰曼·翰苏 饰 卡利班
- 克里斯·库柏 饰 安东尼奥
- 亞倫·甘明 饰 塞巴斯蒂安
- 汤姆·孔蒂 饰 贡萨洛
- 大衛·史崔森 饰 阿朗索
- 班·維蕭 饰 阿瑞尔

## 出品
《暴风雨》是依据威廉·莎士比亚的同名戏剧改编而成的一部电影，由茱莉·泰默担任导演。剧中的主角普罗丝佩拉由海倫·美蘭饰演，因为原著中的主角是男性，所以在编剧时将原著中的男名改为女名。导演认为，将性别改变并不会使影片看起来有问题，她说：“我没有发现一个可以使我感到满意的男演员来出演。“
在莎士比亚的戏剧中，普洛斯彼罗是米兰的一位公爵。改编后，普洛斯彼罗变成了一位女公爵（普罗丝佩拉）。本片主要拍摄于夏威夷的火山区。

## 发行
《暴风雨》于2010年9月11日作为威尼斯电影节的闭幕影片首映。在发行上，先是与米拉麦克斯影业签订协议，但由于经济危机，公司运作出现问题，之后由迪斯尼公司旗下的试金石影片负责于2010年12月10日公开发行。
《暴风雨》的好评率较低，例如在烂番茄上的支持率一直低于40%。